# Беньяхия, Мохамед
Мохамед Беньяхия (араб. محمد بن يحيى‎; род. 30 июня 1992, Трамбле-ан-Франс) — алжирский футболист, защитник саудовского клуба «Аль-Сукур». Выступал за сборную Алжира.

## Клубная карьера
Мохамед Беньяхия начинал свою карьеру футболиста во французском клубе «Ним», сперва играя за него в Национальном чемпионате, а затем и в Лиге 2. Сезон 2014/15 Беньяхия на правах аренды провёл за команду Национального чемпионата «СА Бастия».
Летом 2015 года он перешёл в алжирский «МК Оран». 15 августа того же года Беньяхия дебютировал в алжирской Лиге 1, выйдя в основном составе в гостевом матче против команды «ЕС Сетиф». Спустя ровно месяц он забил свой первый гол в рамках лиги, сравняв счёт в гостевой игре с клубом «УСМ Алжир». В июле 2016 года Беньяхия перешёл в «УСМ Алжир».

## Карьера в сборной
Мохамед Беньяхия был включён в состав сборной на Кубок африканских наций 2017 года в Габоне, но на поле так и не появился в этом турнире.

## Достижения
«Ним»
- Победитель Национального чемпионата: 2011/12

«УСМ Алжир»
- Обладатель Суперкубка Алжира: 2016